# Sedia gestatoria
Die Sedia gestatoria (lateinisch, wörtlich „Sitz, der zum Tragen dient“) ist ein tragbarer Sessel für den Papst. Die Sedia besteht aus einem reich verzierten Thronsessel, der auf einer Plattform, dem sogenannten Suppedaneum, befestigt ist. An den Seiten sind zwei Stangen befestigt, mittels derer der Thron von zwölf Männern, den Palafrenieri oder Sediari pontifici, getragen wird.
An den Seiten wurden die Flabelli, Fächer aus weißen Federn, getragen, die dem unter schweren Gewändern sitzenden Pontifex in der römischen Hitze frische Luft zufächelten. Solche Fächer hatten bereits die Apostolischen Konstitutionen (VIII, 12) aus dem 4. Jahrhundert für den liturgischen Gebrauch vorgeschrieben, um Fliegen vom Kelch mit dem Messwein fernzuhalten.

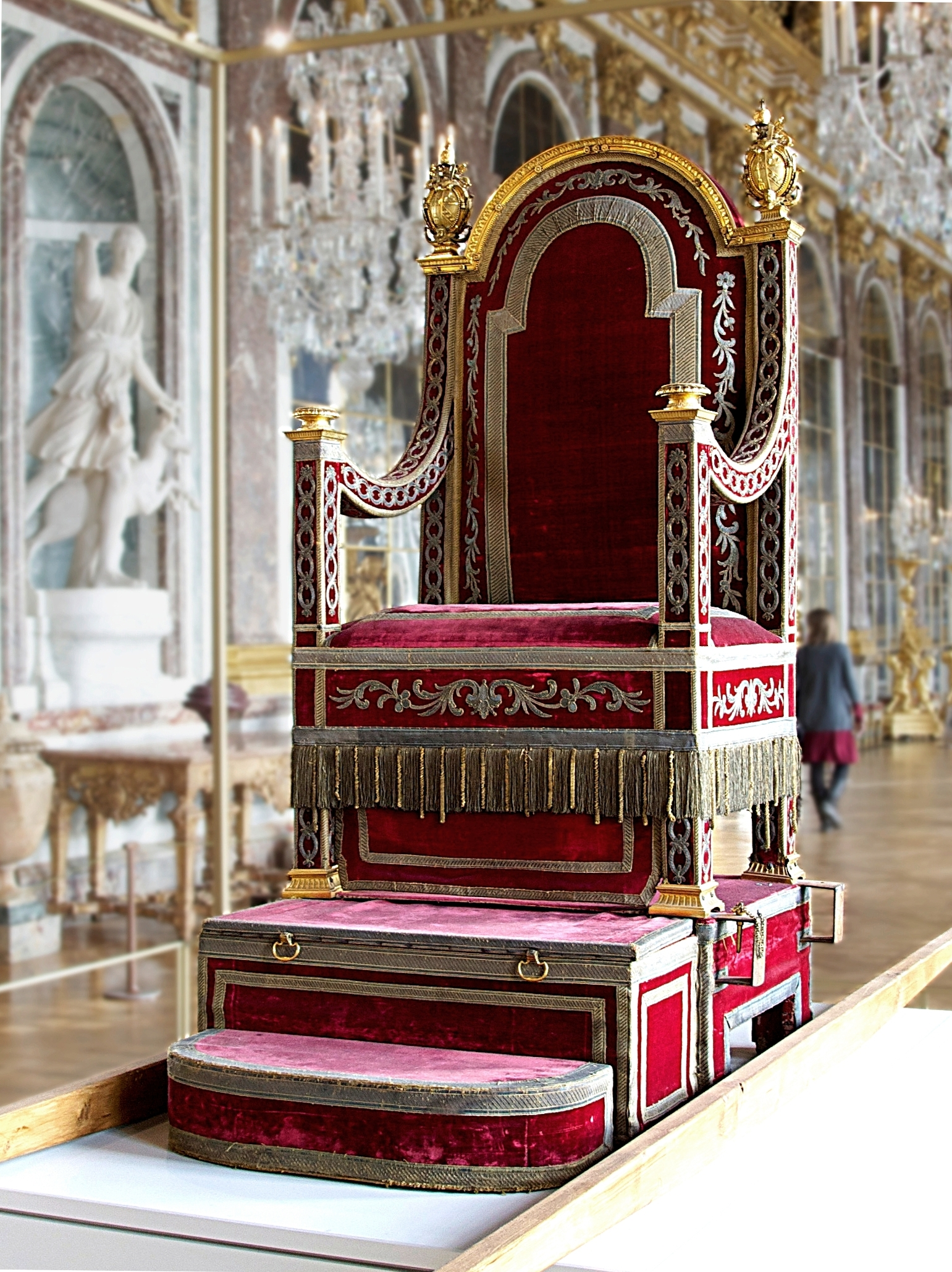
Sedia gestatoria von Papst Pius VII. im Schloss Versailles

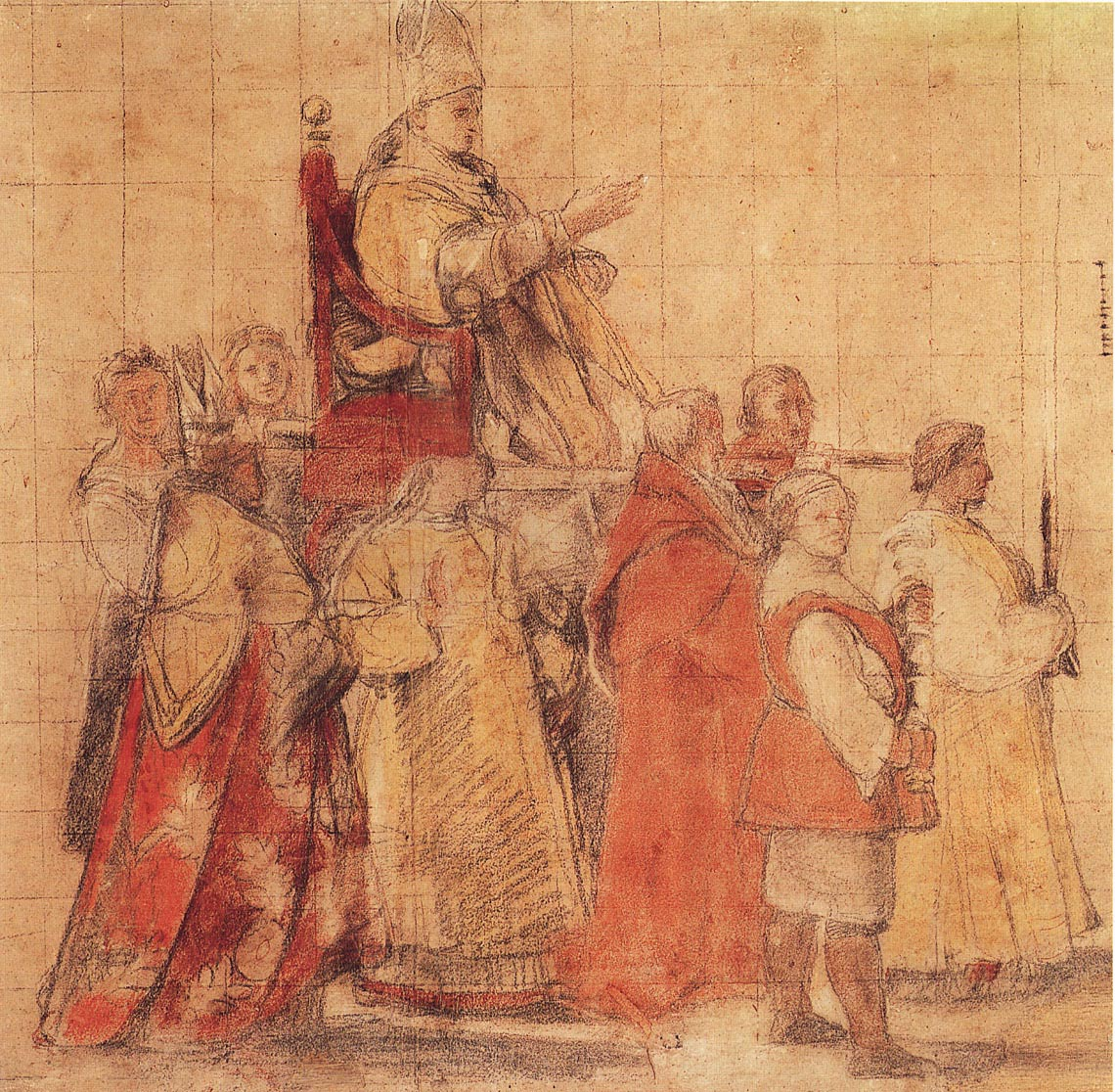
Diese Vorzeichnung Raffaels aus dem Jahr 1519 oder 1520 zeigt den Gebrauch einer Sedia gestatoria in der Form einer Sedes minor

Vermutlich war Pius II. der erste Papst, der dem Gebrauch der Sedia einen zeremoniellen Anschein gab. In seinen Commentarii weist er auf seine Gichterkrankung hin; 1459 beim Einzug in Florenz kam es dann zu ersten Streitigkeiten, die sich aus der Tatsache ergaben, dass Pius II. nicht, wie bis dahin üblich, auf einem Schimmel in die Stadt einzog. 1460 ließ er sich beim Einzug in Rom von römischen Adligen vom sechsten Meilenstein bis zur Porta del Popolo tragen.
In der Folgezeit wurde die Sedia dann zunehmend zu einem festen Bestandteil des päpstlichen Zeremoniells. Dabei wurden, je nach Anlass, verschiedene Formen der Sedia benutzt. Bei gewöhnlichen Anlässen wurde eine sedes minor benutzt, bei der die Sitzfläche in Höhe der Träger lag. Sie wurde von nur acht Sediari getragen. Der Papst trug dabei meist eine Mitra. Auch Diözesanbischöfe wurden bei ihrer Amtseinführung gelegentlich auf einer Sedia in ihre Kathedrale getragen.
Die eigentliche Sedia gestatoria in Verbindung mit dem Suppedaneum fand im Zeremoniell der Papsterhebung, der Papstmesse und bei feierlichen Anlässen Verwendung. Dabei trug der Papst oft eine Tiara.
Johannes XXIII. wurde bei der Eröffnung des Zweiten Vaticanums auf der Sedia in den Petersdom zur Eröffnungsmesse getragen. Diese Sedia wurde für Leo XIII. angefertigt, und alle seine Nachfolger bis zu Johannes Paul I. nutzten sie. Johannes Paul I. wollte die Sedia eigentlich nicht mehr verwenden, da er sie, genauso wie die Tiara, als aus einem überkommenen Zeremoniell stammend empfand. Da man ihm jedoch sagte, dass die Menschen ihn sonst nicht sehen würden, stimmte er ihrer Benutzung doch zu. Nachdem Johannes Paul I. die Sedia lediglich bei einigen Generalaudienzen und der Besitzergreifung der Lateranbasilika verwendet hatte, lehnte sein Nachfolger Johannes Paul II. ihren Gebrauch aufgrund ihres triumphalistischen Erscheinungsbildes völlig ab. Selbst während seiner schweren Erkrankung, die ihm das Gehen erschwerte und schließlich unmöglich machte, griff er lediglich auf einen fahrbaren Thron zurück. Auch Benedikt XVI. benutzte die Sedia nicht.

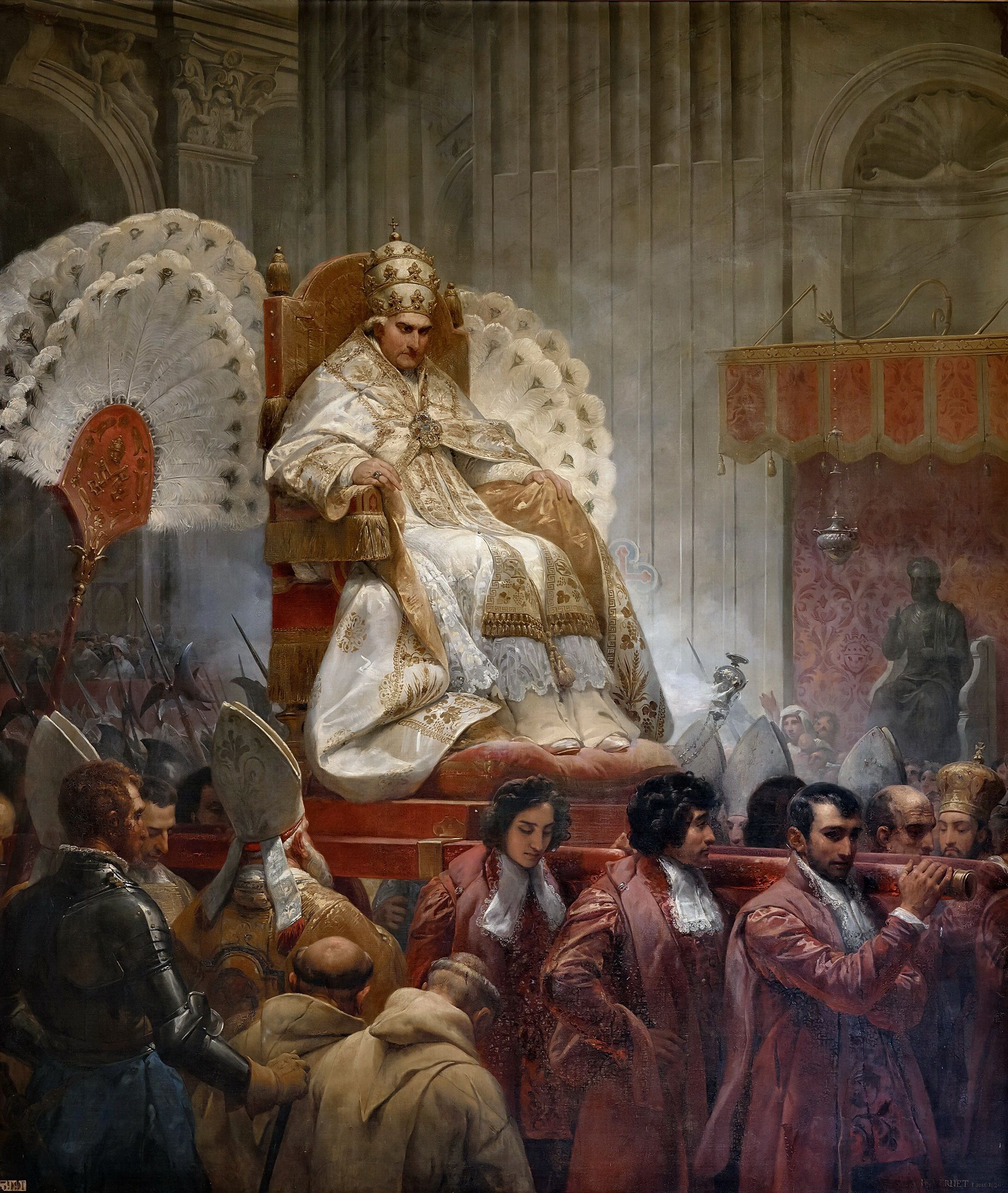
Pius VIII. mit Tiara auf der Sedia gestatoria, zur Seite die Flabelli (1829)
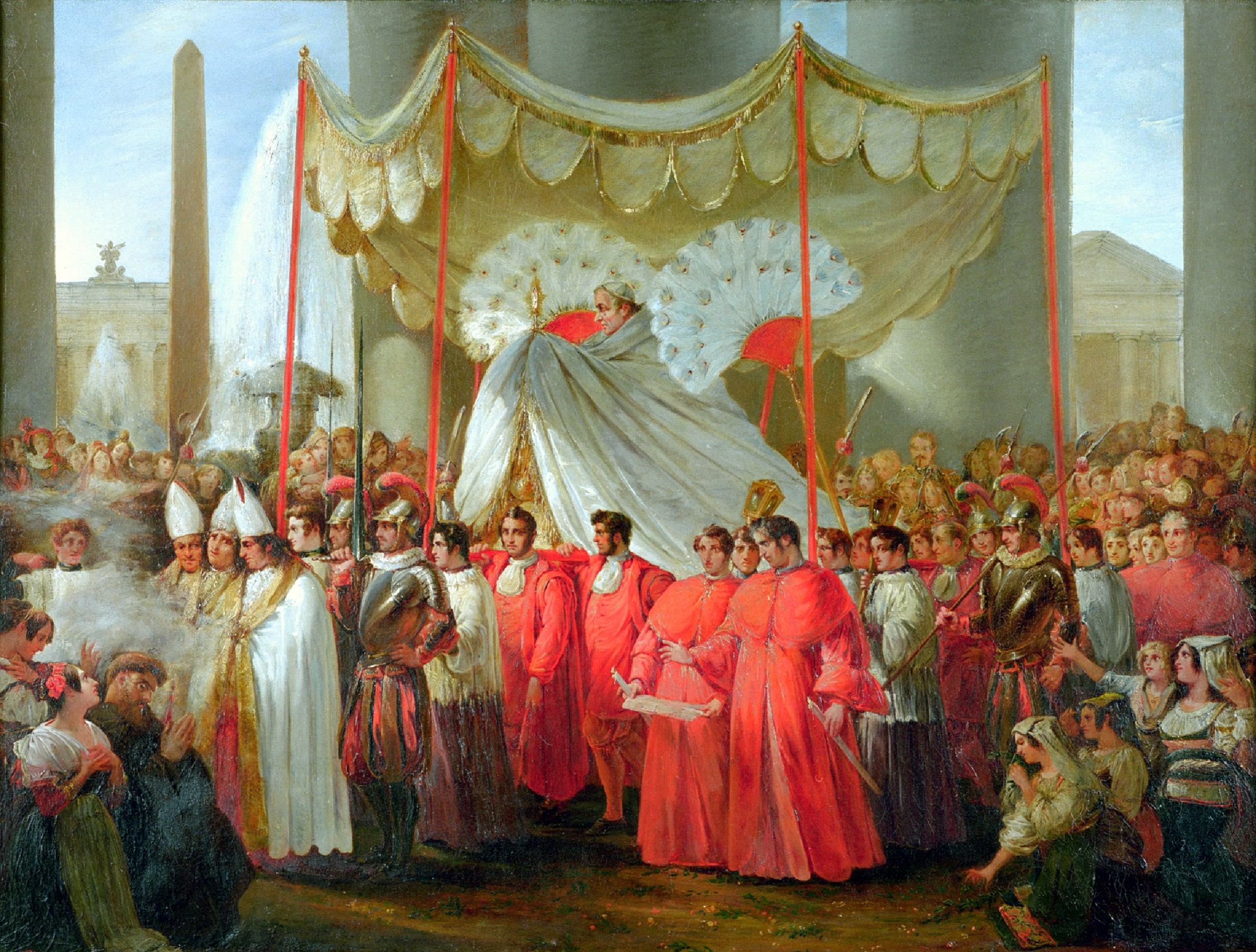
Gregor XVI. (1840)
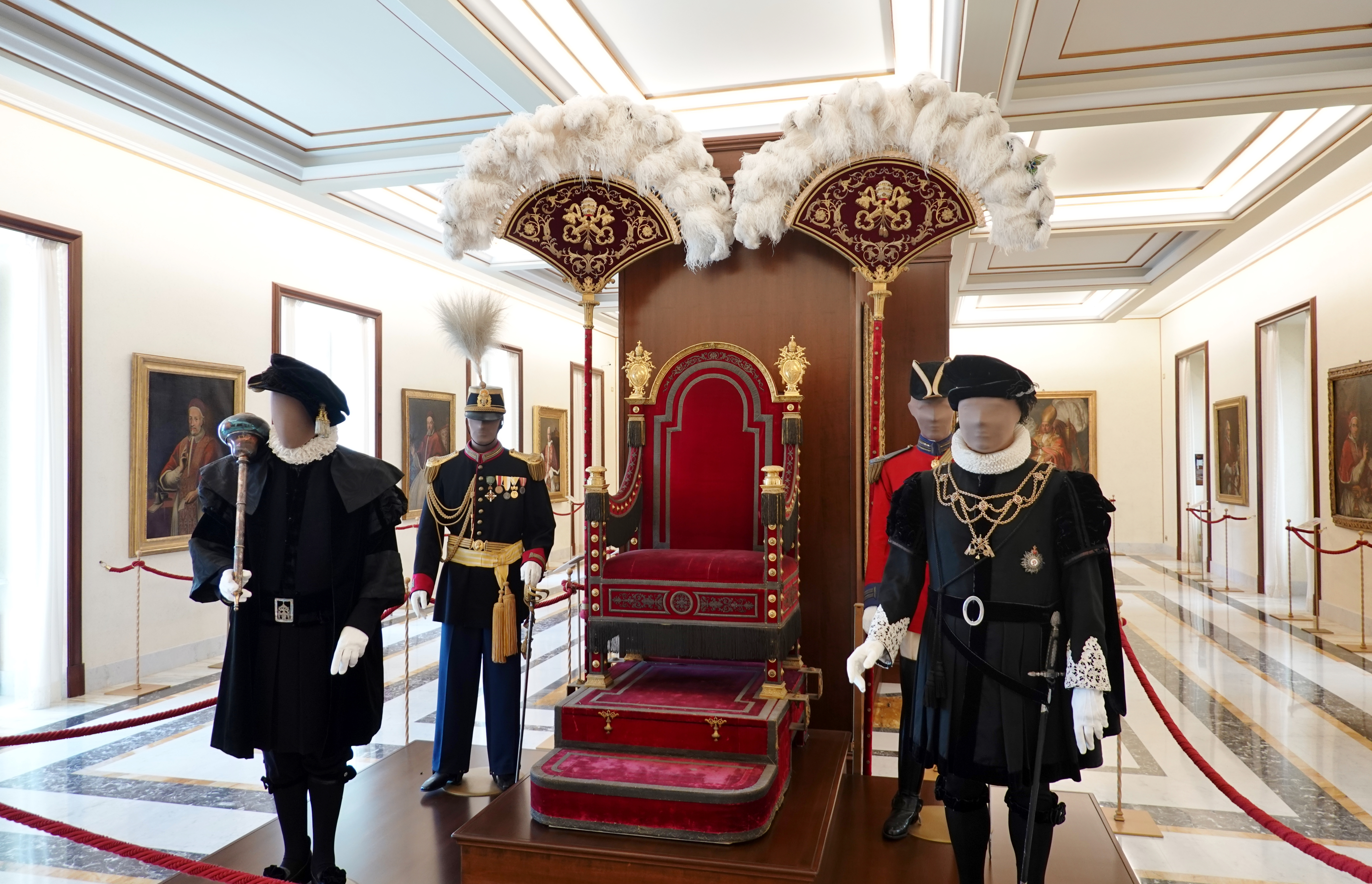
Sedia gestatoria und Flabelli von Pius IX. in Castel Gandolfo
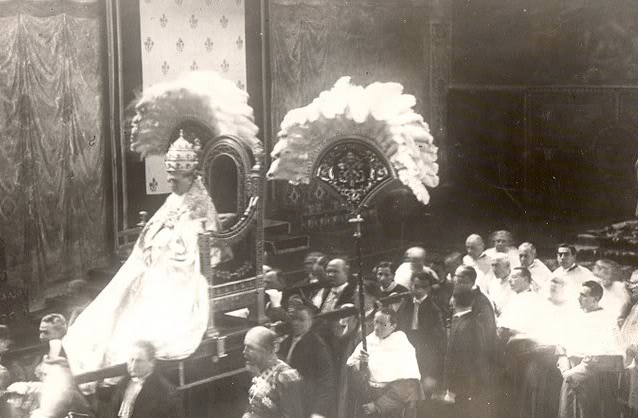
Pius XI. (1922)
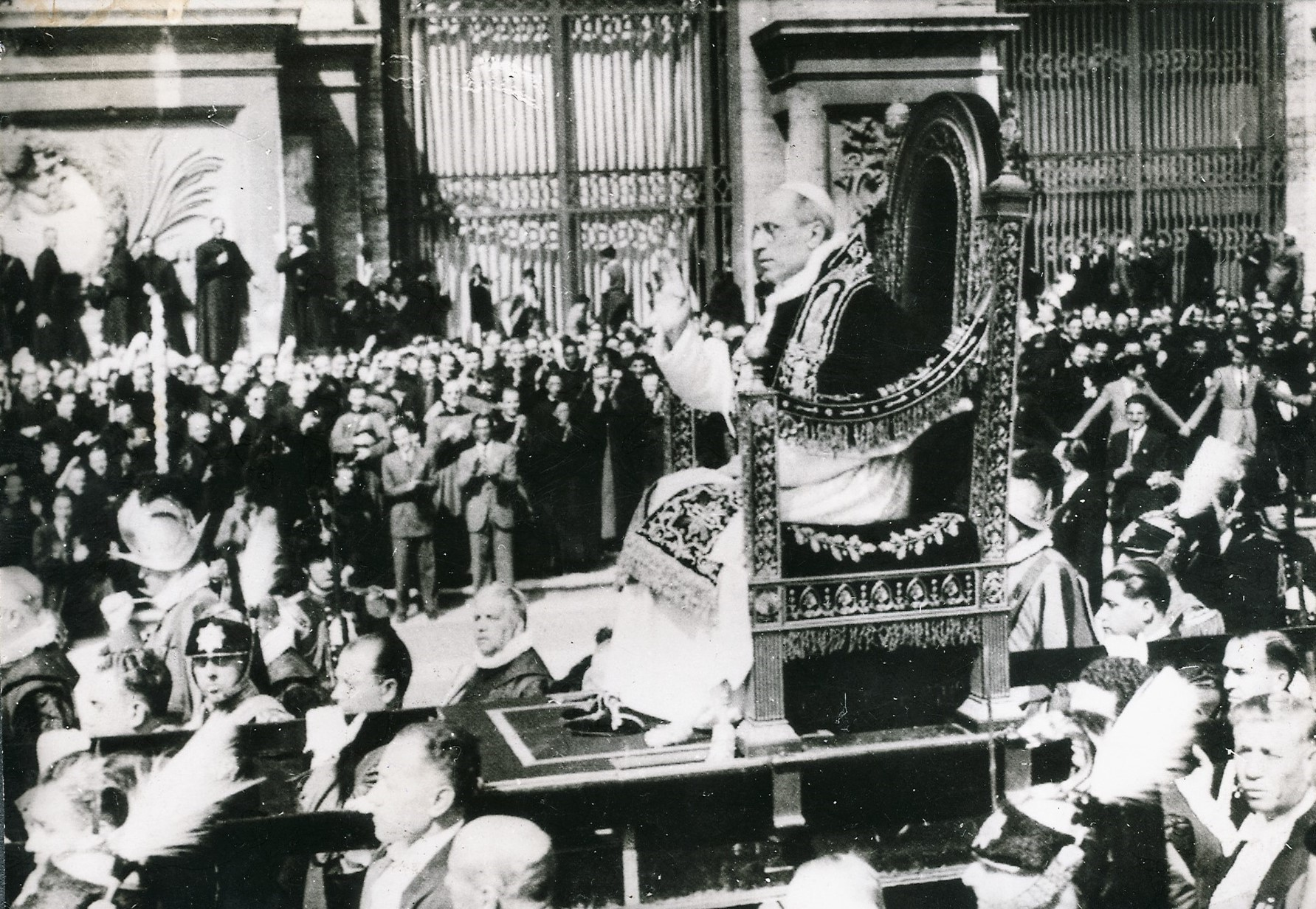
Pius XII.
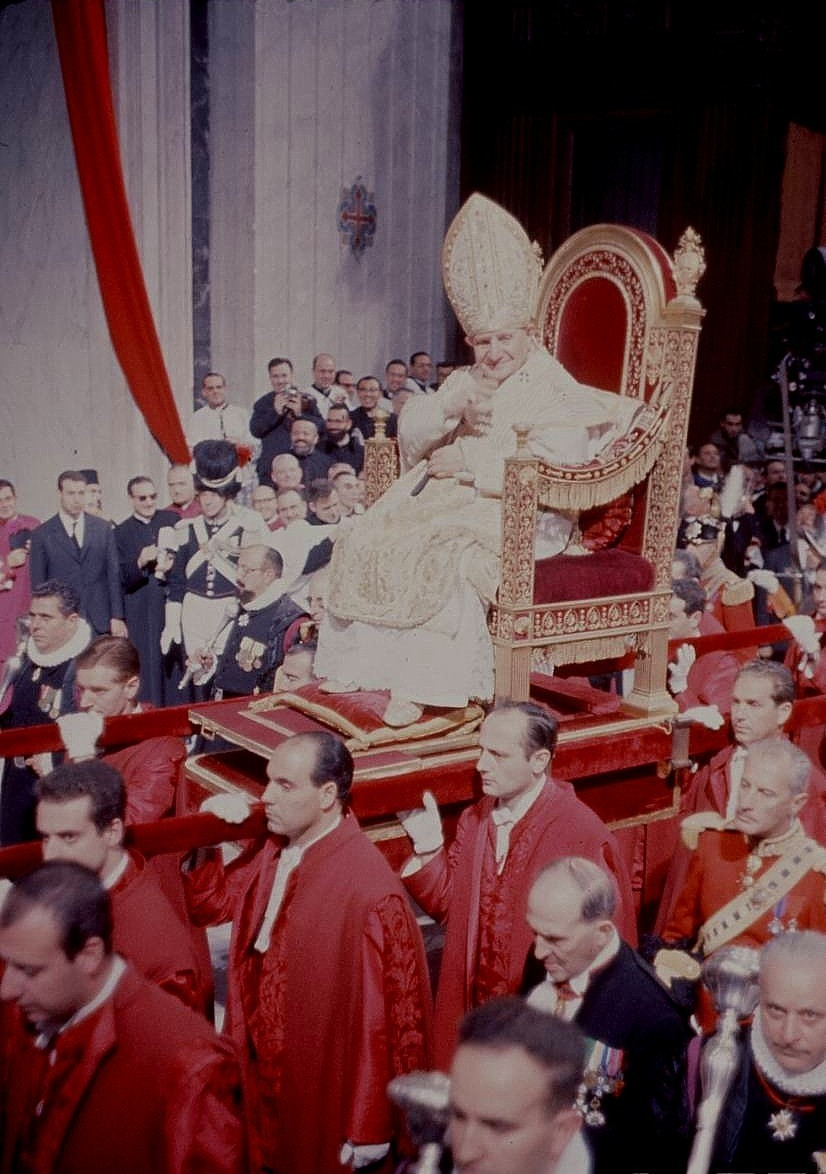
Johannes XXIII. (1962)